# Cochemiea hutchisoniana
Cochemiea hutchisoniana ist eine Pflanzenart aus der Gattung Cochemiea in der Familie der Kakteengewächse (Cactaceae). Das Artepitheton hutchisoniana ehrt den US-amerikanischen Kakteensammler Theodore (Ted) Hutchison (1904–1974).

## Beschreibung
Die Pflanzen wachsen einzeln oder mit mehreren Trieben. Die zylindrischen Einzeltriebe sind olivgrün und erreichen Wuchshöhen von bis zu 15 Zentimeter bei Durchmessern von 4 bis 6 Zentimetern. Die kurzen, konischen Warzen sind olivgrün und enthalten keinen Milchsaft. Die Axillen sind kahl oder kaum bewollt. Die 4 bräunlichen Mitteldornen haben eine purpurfarbene Spitze und sind 7 bis 10 Millimeter lang. Der unterste Mitteldorn ist gehakt. Die 10 bis 20 aufrechten, schlanken und nadelartigen Randdornen sind anfangs purpurfarben bis schwarz und werden später weiß. Ihre Länge beträgt zwischen 5 und 8 Millimeter.
Die etwas rosa- bis cremefarben oder weißen Blüten haben einen dunklen Mittelstreifen und erreichen Durchmesser von 25 bis 30 Millimeter. Die keulenförmigen, scharlachroten Früchte sind 20 Millimeter lang und enthalten schwarze, punktierte Samen von weniger als 1 Millimeter Durchmesser.

## Verbreitung, Systematik und Gefährdung
Cochemiea hutchisonianaist auf der mexikanischen Halbinsel Niederkalifornien weit verbreitet.
Die Erstbeschreibung als Neomammillaria hutchisoniana erfolgte 1934 durch Howard Elliott Gates. Peter B. Breslin und Lucas C. Majure stellten die Art 2021 in die Gattung Cochemiea. Weitere nomenklatorische Synonyme sind Mammillaria hutchisoniana (H.E.Gates) Boed. (1935), Ebnerella hutchisoniana (H.E.Gates) Buxb. (1951), Chilita hutchisoniana (H.E.Gates) Buxb. (1954), Mammillaria goodridgei var. hutchisoniana (H.E.Gates) Neutel. (1986) und Bartschella hutchisoniana (H.E.Gates) Doweld (2000).
Es werden folgende Unterarten unterschieden:
- Cochemiea hutchisoniana subsp. hutchisoniana
- Cochemiea hutchisoniana subsp. louisae (G.E.Linds.) Majure

In der Roten Liste gefährdeter Arten der IUCN wird die Art als „Least Concern (LC)“, d. h. als nicht gefährdet geführt.

## Nachweise